# Phoenix Rising (band)
Phoenix Rising (voorheen bekend als Phoenix Rising/Fire & Ashes en oorspronkelijk als Quinta Enmienda) is een Spaanse symfonische powermetal band uit Alcorcón, Madrid. Hun muziek wordt sterk beïnvloed door bands als Stratovarius, Rhapsody of Fire, Galneryus en Sonata Arctica. De band werd in 2007 opgericht onder de naam Quinta Enmienda en bracht in 2010 het album Ne Bis in Idem uit. In 2012, nadat ze een platencontract voor drie albums bij het Duitse label Sonic Attack hadden getekend, veranderden ze hun naam in Phoenix Rising.

## Bezetting
Huidige bezetting
- Miguel González Calvo (zang, gitaar)
- Daniel Martínez del Monte (gitaar, koor)
- Jesús M. Toribio (piano, keyboards, orkestratie)
- Sergio Wild (basgitaar)
- Iván Méndez (drums)

Voormalige leden
- Francisco Jesús 'Patxi' Quintanilla (keyboards)

## Geschiedenis
De band werd begin 2007 opgericht als Quinta Enmienda. In 2008 nam Quinta Enmienda de allereerste demo op als resultaat van het winnen van de wedstrijd ¿Y tu qué tocas? De band begon live te spelen en kreeg een goede reputatie in het lokale circuit. In september 2009 werd Quinta Enmienda gekozen om zich te voegen bij Saratoga, Muro en Medina Azahara op het podium voor de Javier Gálvez's Tribute Show. In die show speelt de band live voor meer dan 5.000 metalheads. Hun overtuigende optreden kreeg de aandacht van de bekende Spaanse metalproducent Fernando Asensi (Dragonfly, Opera Magna, Delirion). Hierdoor ontstond een duurzame relatie en ging de band in februari 2010 onder zijn supervisie de studio in om hun debuutalbum Ne Bis in Idem te produceren. Het album werd uitgebracht op 25 mei en geweldige kritieken bleven niet uit. Maar kort nadat het album werd uitgebracht, vond de enige bezettingswisseling tot nu toe plaats, waarbij Jesús M. Toribio de voormalige toetsenist verving. Ter ondersteuning van hun debuut trad de band op in Centraal-Spanje, waaronder drie festivalhoogtepunten: Getafe Sonisphere in 2010 en Power Alive Fest en Granito Rock voor meer dan 6000 fans.
In het eerste kwartaal van 2011 begon Quinta Enmienda met het schrijven van nummers voor hun nieuwe album en de hoge kwaliteit van de demo-opnamen van de band overtuigde Karl Walterbach (ex-baas van Noise Records en hoofd van Sonic Attack) om contact op te nemen. Na intensieve discussies besloot de band uiteindelijk om over te schakelen naar een internationaal compatibele naam met Phoenix Rising/Fire & Ashes en de nieuwe nummers op te nemen in twee talen: een Spaanse versie voor de binnenlandse markt van de band en een Engelse versie voor de internationale markten. De gelimiteerde editie van de eerste publicatie bevatte echter beide versies op een dubbele cd voor de prijs van een. Het resultaat was het conceptalbum MMXII, dat op 23 maart 2012 wereldwijd werd uitgebracht. In april 2012 kondigde Phoenix Rising via hun website aan dat de band een overeenkomst had bereikt met het prestigieuze Japanse label Hydrant Music (3 Inches of Blood, Firewind, Lullacry, To/Die/For) om hun laatste album MMXII in Japan te bewerken. Het album zou in augustus worden uitgebracht en zou exclusieve bonusnummers voor de Japanse markt bevatten. De band toerde om hun nieuwste werk live te presenteren en werkt aan hun nieuwe album Versus, dat ze begin 2014 hopen uit te brengen.

## Discografie

### Albums
- 2010:	Ne Bis in Idem
- 2012:	MMXII (Spaans)
- 2012:	MMXII (Engels)
- 2014:	Versus